# Dolichopeza (Oropeza) polita
Dolichopeza (Oropeza) polita is een tweevleugelige uit de familie langpootmuggen (Tipulidae). De soort komt voor in het Nearctisch gebied.